# Els La Vera

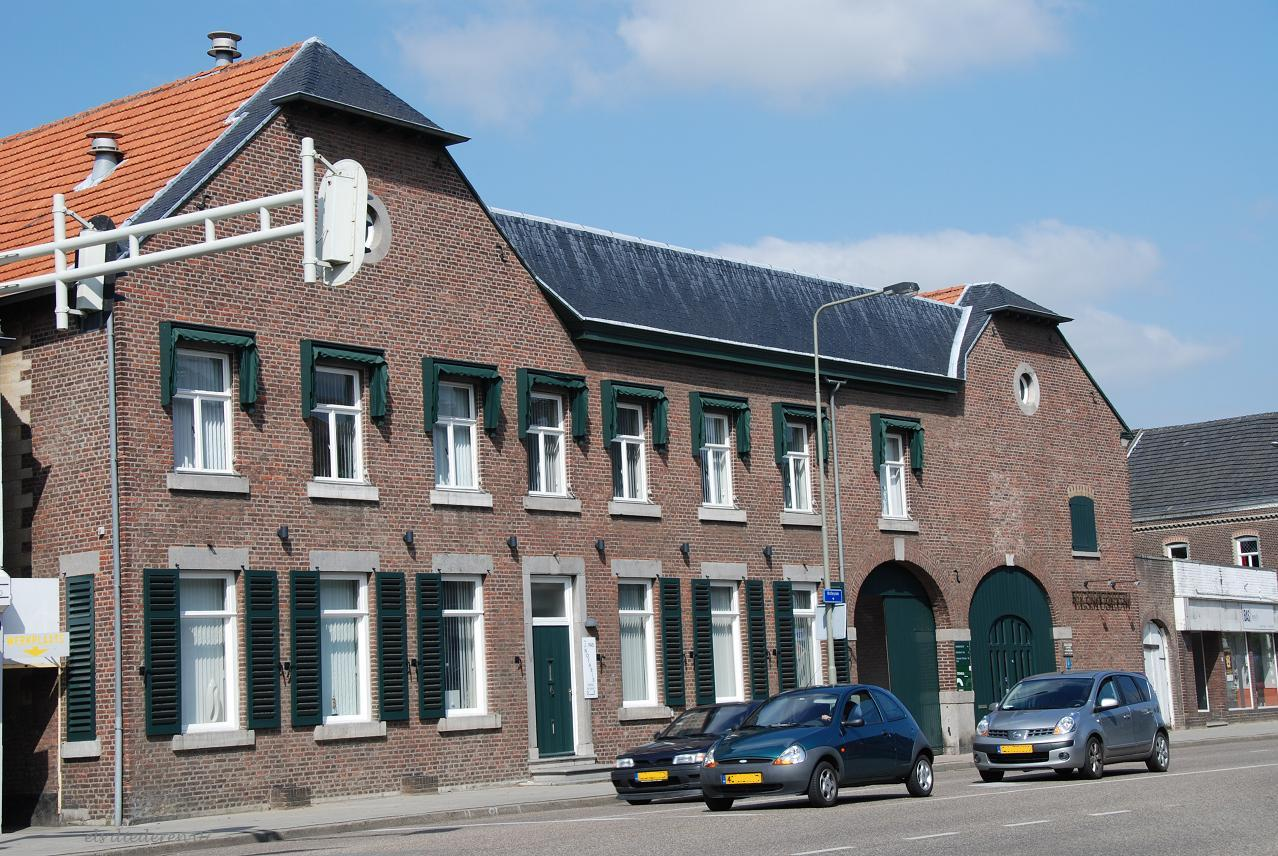
De voormalige stokerij, nu Elsmuseum in Beek

Els La Vera, ook kortweg Els, Elske, Aels of Aelske genoemd, is een kruidenbitter uit Nederlands Limburg.

## Historie
Elsbitter is een uit Zuid-Limburg afkomstige kruidenbitter. Men gebruikt bij de bereiding van Elsbitter buitenlandse kruiden. De bekendste kruidenbitter is Els La Vera. Els is een samentrekking van de eerste letters van Eduard en Louis Stijns, twee apothekers, die een bijdrage leverden aan de kruidensamenstelling. La Vera betekent De Echte, omdat er nogal wat namaakkruidenbitters op de markt waren. Elsbitter is lichtbruin van tint.
In 1821 begon G.J.H. Hennekens een distilleerderij op landgoed Genbroek in Beek. In 1828 verhuisde deze naar het centrum van Beek. Els La Vera is gebaseerd op een bijna twee eeuwen oud familierecept. De familie Hennekens en de verwante familie Sangers bleven tot 1980 actief, waarna de rechten op het merk van de kruidenbitter overgenomen werden door de Amsterdamse jeneverproducent Lucas Bols, waardoor de productie uit Limburg verdween.
In  1994 schonk Bols de antieke distilleerapparatuur aan de gemeente Beek. In 2000 opende het Elsmuseum in de voormalige distilleerderij dat onder meer de geschiedenis en fabricage van het kruidenbitter belicht.

## Samenstelling & gebruik

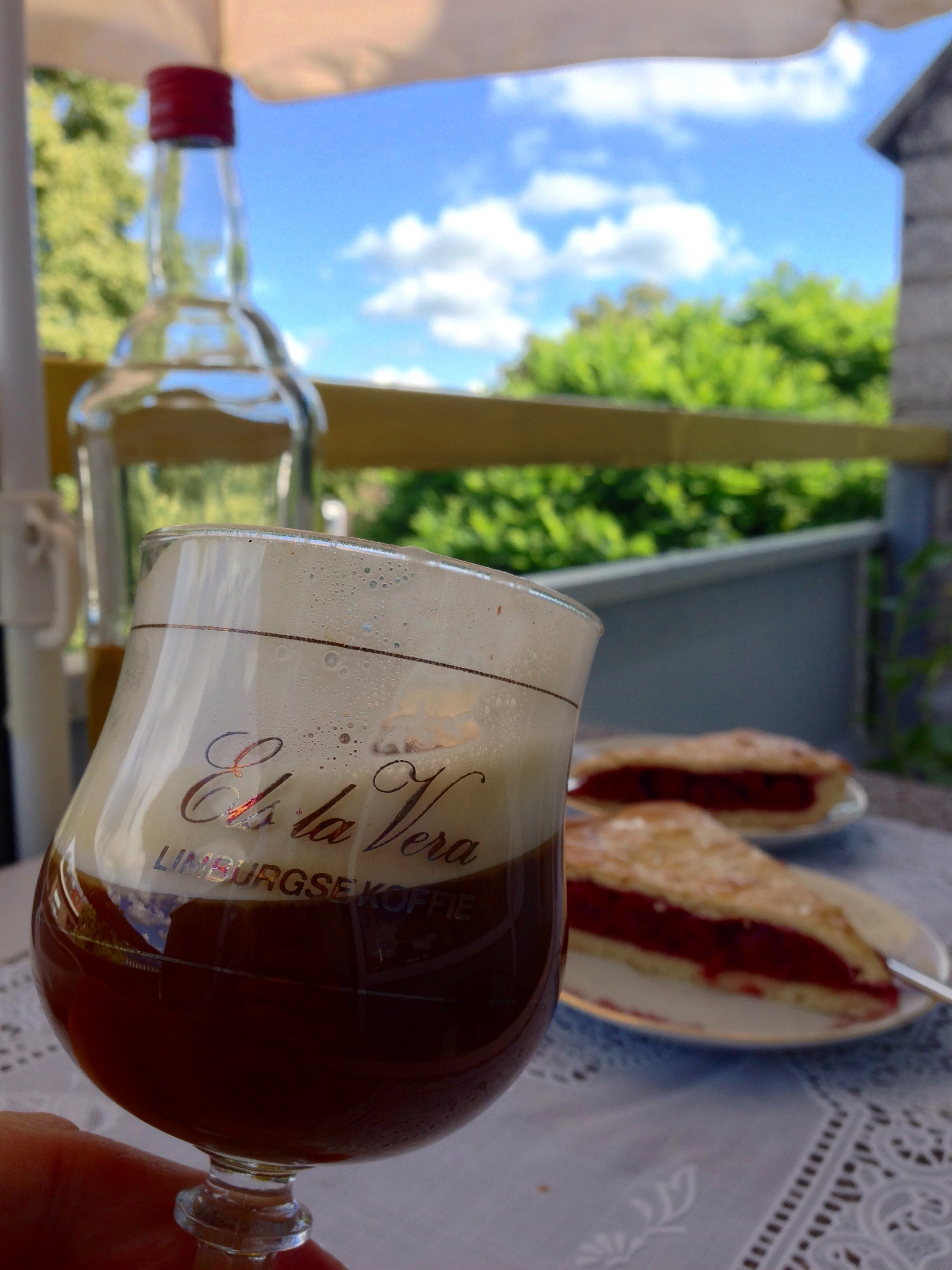
Limburgse koffie met een toef slagroom.

De drank bevat onder meer alsem, wat zorgt voor de bittere smaak. Daarnaast zit er steranijs in. Het alcoholpercentage is 34%.
Els La Vera is een essentieel ingrediënt voor de bereiding van Limburgse koffie.

## Assortiment
Els la Vera is te koop in ronde flessen van 1 liter en vierkante flessen van 0,5 en 1 liter.

## Verwante dranken
Onder de naam "Els" worden in de omgeving verwante dranken geproduceerd:
- Raerener Els
- Kalterherberger Els
- Monschauer Els
- Vossenacker Els
- Simonskaller Els
- Xantener Els
- Kevelaerer Moosbur Els